# گاوشله (سقز)
گاوشله (سقز)، روستایی از توابع بخش مرکزی شهرستان سقز در استان کردستان ایران است.

## جمعیت
این روستا در دهستان سرا قرار دارد و براساس سرشماری مرکز آمار ایران در سال ۱۳۸۵، جمعیت آن ۱۸۶ نفر (۳۲ خانوار) بوده‌است.